# Junior Malanda
Bernard Malanda-Adje (Bruselas, 28 de agosto de 1994-Porta Westfalica, Alemania, 10 de enero de 2015), más conocido como Junior Malanda, fue un futbolista belga que jugaba en la posición de centrocampista.

## Biografía
Se empezó a formar como futbolista a la edad de seis años con el VK Sint-Agatha-Berchem y con el FC Ganshoren. En 2003 llamó la atención del Crystal Palace FC de la liga inglesa, así que se hicieron con sus servicios por un año. Posteriormente fue formándose en las canteras del FC Molenbeek Brussels Strombeek, RSC Anderlecht y Lille OSC, hasta que este último, en 2011, lo subió al segundo equipo del club, con el que jugó hasta 2012. Cuando finalizó la temporada viajó a Bélgica para firmar un contrato con el Zulte Waregem de la Primera División de Bélgica.  En 2013 fichó por el VfL Wolfsburgo de la Bundesliga, aunque dejó a Malanda cedido en el club belga por otro año más. Con el club llegó a disputar la clasificatoria de la UEFA Champions League, y posteriormente la UEFA Europa League de la temporada 2013-14. Finalmente volvió al VfL Wolfsburgo, último club en el que jugó.

## Selección nacional
Nunca llegó a formar parte de la selección absoluta de Bélgica, aunque sí de las categorías inferiores. En 2009 jugó ocho partidos con la camiseta de la sub-15. También jugó con la sub-17, sub-18, sub-19 y con la sub-21, con la que disputó la clasificación para la Eurocopa Sub-21 de 2015. Anotó su primer gol con la sub-21 el 5 de septiembre de 2013 en Rieti, en un partido que acabó por 3-1 contra la selección de fútbol sub-21 de Italia.

## Fallecimiento
El 10 de enero de 2015 falleció en un accidente de tráfico a los 20 años de edad, cerca del pueblo alemán de Porta Westfalica. Las autoridades alemanas confirmaron que Malanda no llevaba puesto el cinturón de seguridad en el momento del accidente. Además, desmintieron el rumor sobre que el conductor del vehículo no disponía de permiso de conducir.
Su funeral se celebró el 19 de enero en la Basílica del Sagrado Corazón de Bruselas. Asistieron más de 1300 personas, entre ellos sus compañeros de la selección belga sub-21, con el entrenador Johan Walem, acompañado del seleccionador nacional, Marc Wilmots, así como los de su equipo el Wolfsburgo y de la Bundesliga, como Kevin De Bruyne o Ivan Perišić. En recordatorio a su ascendencia congoleña, sus familiares y amigos cercanos realizaron bailes y danzas de dicha región alrededor de su ataúd.
La cinta de luto en la corona del VfL decía: 

Por siempre en nuestros corazones.

El reportero del diario Bild, Kurt Hofmann, que también asistió dijo: 

Fue un servicio conmemorativo en el que quedó claro que Junior Malanda nunca será olvidado, ni en Bélgica ni en el VfL Wolfsburg.

Después de la ceremonia, su cuerpo fue enterrado en el cementerio de Berchem-Sainte-Agathe.

## Estadísticas

### Clubes
| Club | Div.          | Temporada     | Liga  | Liga  | Copas nacionales(1) | Copas nacionales(1) | Torneos internacionales(2) | Torneos internacionales(2) | Total | Total |
| Club | Div.          | Temporada     | Part. | Goles | Part.               | Goles               | Part.                      | Goles                      | Part. | Goles |
| --- | ------------- | ------------- | ----- | ----- | ------------------- | ------------------- | -------------------------- | -------------------------- | ----- | ----- |
| Lille O. S. C. II Francia | 4.ª           | 2011-12       | 17    | 1     | —                   | —                   | —                          | —                          | 17    | 1     |
| S. V. Zulte Waregem · Bélgica | 1.ª           | 2012-13       | 35    | 3     | 4                   | 0                   | —                          | —                          | 39    | 3     |
| S. V. Zulte Waregem · Bélgica | 1.ª           | 2013-14       | 17    | 3     | 1                   | 0                   | 9                          | 1                          | 17    | 3     |
| S. V. Zulte Waregem · Bélgica | Total club    | Total club    | 52    | 6     | 5                   | 0                   | 9                          | 1                          | 56    | 6     |
| VfL Wolfsburgo · Alemania | 1.ª           | 2013-14       | 7     | 2     | 1                   | 0                   | —                          | —                          | 8     | 2     |
| VfL Wolfsburgo · Alemania | 1.ª           | 2014-15       | 10    | 0     | 2                   | 0                   | 3                          | 0                          | 15    | 0     |
| VfL Wolfsburgo · Alemania | Total club    | Total club    | 17    | 2     | 2                   | 0                   | 3                          | 0                          | 22    | 2     |
| Total carrera | Total carrera | Total carrera | 86    | 9     | 8                   | 0                   | 12                         | 1                          | 96    | 9     |
| (1) Incluye datos de la Copa de Bélgica (2012-14) y Copa de Alemania (2013-15). (2) Incluye datos de la Liga de Campeones (2013-14) y Liga Europa de la UEFA (2014-15). |               |               |       |       |                     |                     |                            |                            |       |       |